# Cantharidella rottnestensis
Cantharidella rottnestensis is een slakkensoort uit de familie van de Trochidae. De wetenschappelijke naam van de soort is voor het eerst geldig gepubliceerd in 1911 door Verco.